# Nedjemet
Nedjemet (Nḏmt) est le nom d'une ou plusieurs femmes haut placées de la fin de la XXe dynastie et du début de la XXIe dynastie.

## Attestations

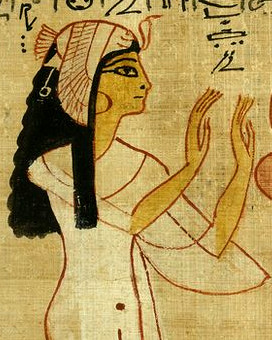
Nedjemet dans le Livre des morts BM 10541 - British Museum.

Le nom Nedjemet est un nom apparaissant dans plusieurs contextes et il n'est pas certain que ces attestations renvoient toutes à la même personne :
- une momie au nom de Nedjemet (A) a été réinhumée dans la cachette DB320, accompagnée de deux papyrus funéraires sur lesquels est également Hérihor mentionné sans plus de précision et sur l'un d'eux (le papyrus BM 10490), il est écrit « la mère du roi Nedjemet, la fille de la mère du roi Hereret », Hérihor est [2] ;
- une Nedjemet, probablement identique à la précédente, est mentionnée avec le titre de « Grande Épouse Royale » (Hm.t-nsw.t-wr.t) en tant qu'épouse d'Hérihor sur une stèle d'Abydos montrant Hérihor en tant que grand prêtre d'Amon et des reliefs dans le temple de Khonsou à Karnak[3], où Hérihor est à la fois représenté en tant que grand prêtre d'Amon (salle hypostyle) et roi (cour)[3] ;
- une Nedjemet (B) est représentée sur une scène dans la cour du temple de Louxor où sont présents Pinedjem Ier et ses trois frères Héqanéfer, Héqamaât et Ânkhefenmout, ils prient Amon-Rê pour le ka de leur père Piânkh, Nedjemet étant représentée derrière Amon-Rê et portant le titre de « supérieure du harem d'Amon » (ou « supérieure des recluses d'Amon »), titre porté par les épouses des grands prêtre d'Amon[4] ;
- une Nedjemet, probablement identique à la précédente, est mentionnée dans des lettres du grand prêtre d'Amon Piânkh à la fin de la XXe dynastie, dans lesquelles cette Nedjemet B semble être un proche de lui[3].

L'autre nom important de la période est celui d'Hereret et, là non plus, il n'est pas certain que ces attestations renvoient toutes à la même personne :
- comme indiqué précédemment, une Hereret (A) est indiquée comme la mère d'un roi et de la mère de la « mère du roi » Nedjemet (A) dont la momie a été retrouvée dans la cachette DB320[2],
- ce nom est également mentionné dans des lettres du grand prêtre d'Amon Piânkh à la fin de la XXe dynastie, dans lesquelles cette Hereret (B) porte le titre de « supérieure des recluses d'Amon », titre porté par les épouses des grands prêtre d'Amon[3].

## Généalogie
Ces différents éléments ne permettent pas d'être certain des liens généalogiques entre les différents personnages. Un autre point important est l'ordre de succession Piânkh-Hérihor. Si pendant longtemps, l'ordre de succession le plus fréquemment présenté était Hérihor puis Piânkh, ce point de vue ne fait plus l'unanimité et l'ordre Piânkh-Hérihor est maintenant également proposé. Plusieurs propositions ont été faites :
- Frédéric Payraudeau et Joyce Anne Tyldesley proposent ainsi que toutes les attestations de Nedjemet ne renvoient qu'à une seule et même personne, qui aurait épousé Piânkh et avec qui elle aurait eu Pinedjem Ier et ses frères, puis, une fois veuve, qui aurait par la suite épousé Hérihor, ce dernier héritant les charges de Piânkh, dont celle de grand prêtre d'Amon ; sa mère, Hereret (A), aurait alors été la mère d'un roi dont la chronologie indique qu'il ne peut s'agir que de Nesbanebdjed Ier ; Hereret (B) aurait, quant à elle, été l'épouse secondaire de Piânkh[6] ;
- Niwinski et Karl Jansen-Winkeln (de) ont proposé l'existence d'une seule Hereret et une seule Nedjemet : Hereret aurait été l'épouse de Piânkh, et la mère de Pinedjem Ier et de Nedjemet, cette dernière aurait été l'épouse d'Hérihor et la mère du roi Amenemnesout ayant régné après Nesbanebdjed Ier[3] ;
- d'autres reconstitutions font de Nedjemet la fille de Ramsès X et la sœur de Ramsès XI ou même la fille de Ramsès XI, bien qu'elle n'ait jamais porté le titre de « fille de roi »[3] ;
- Kenneth Anderson Kitchen proposait quant à lui que le titre de « mère du roi » d'Hereret était à comprendre comme « belle-mère du roi », le roi étant Hérihor[7], cette hypothèse n'a pas été retenue par les autres historiens ;
- Ad Thijs a proposé comme hypothèse que Nedjemet (A) serait différente de Nedjemet (B), elle serait en fait la mère d'Hérihor et non son épouse, elle serait également l'épouse de Piânkh, Nedjemet (B) étant toujours l'épouse d'Hérihor ; Hereret (A) serait alors la grand-mère d'Hérihor et l'épouse d'un grand prêtre d'Amon que la chronologie donnerait comme Amenhotep[8] ; l'hypothèse qu'Hérihor avait une mère nommée Nedjemet avait déjà été formulée Édouard Naville en 1878.

## Sépulture
La date de sa mort n'est pas connue avec certitude, Kenneth Anderson Kitchen pensait qu'elle était décédé dans les premières années du règne de Nesbanebdjed Ier, mais cela cadre mal avec l'hypothèse d'un règne d'Hérihor parallèle à celui de Nesbanebdjed Ier. Son tombeau initial n'a pas été retrouvé. Elle a été réinhumée dans la cachette DB320 où sa momie, deux sarcophages et un coffre à vases canopes ont été retrouvés en 1881. Le corps est celui d'une femme âgée. Sa momie fut en partie dépouillée de ses bandelettes par Gaston Maspero en 1886 et examinée de nouveau par Grafton Elliot Smith en 1906. Elle se trouve aujourd'hui au Musée égyptien du Caire. Elle a été embaumée selon une nouvelle technique de momification qui implique l'utilisation de faux yeux et l'emballage des membres et du visage. Le cœur était encore en place à l'intérieur du corps. Avec sa momie, deux papyrus ont été découverts. L'un d'eux, le papyrus BM 10490, aujourd'hui conservé au British Museum, appartenait à « la mère du roi Nedjemet, la fille de la mère du roi Hereret » et où Hérihor est également mentionné. Alors que le nom de Nedjemet était inscrit dans un cartouche, celui de Hereret ne l'était pas. L'autre, un Livre des morts, a été partagé entre les collections du British Museum (BM 10541) et celles du Louvre (E 6258) and Munich (aujourd'hui perdu) et est l'un des papyrus les plus magnifiquement illustrés de l'Égypte ancienne.